# بریستول (فلوریدا)
بریستول (به انگلیسی: Bristol) شهری در شهرستان لیبرتی، فلوریدا است که در سال ۱۹۵۸ بنیان‌گذاری شده‌است. این شهر طبق سرشماری سال ۲۰۱۰ میلادی، ۹۹۶ نفر جمعیت داشته و مساحت آن نیز ۴٫۲ کیلومتر مربع است.